# Ракета-носитель

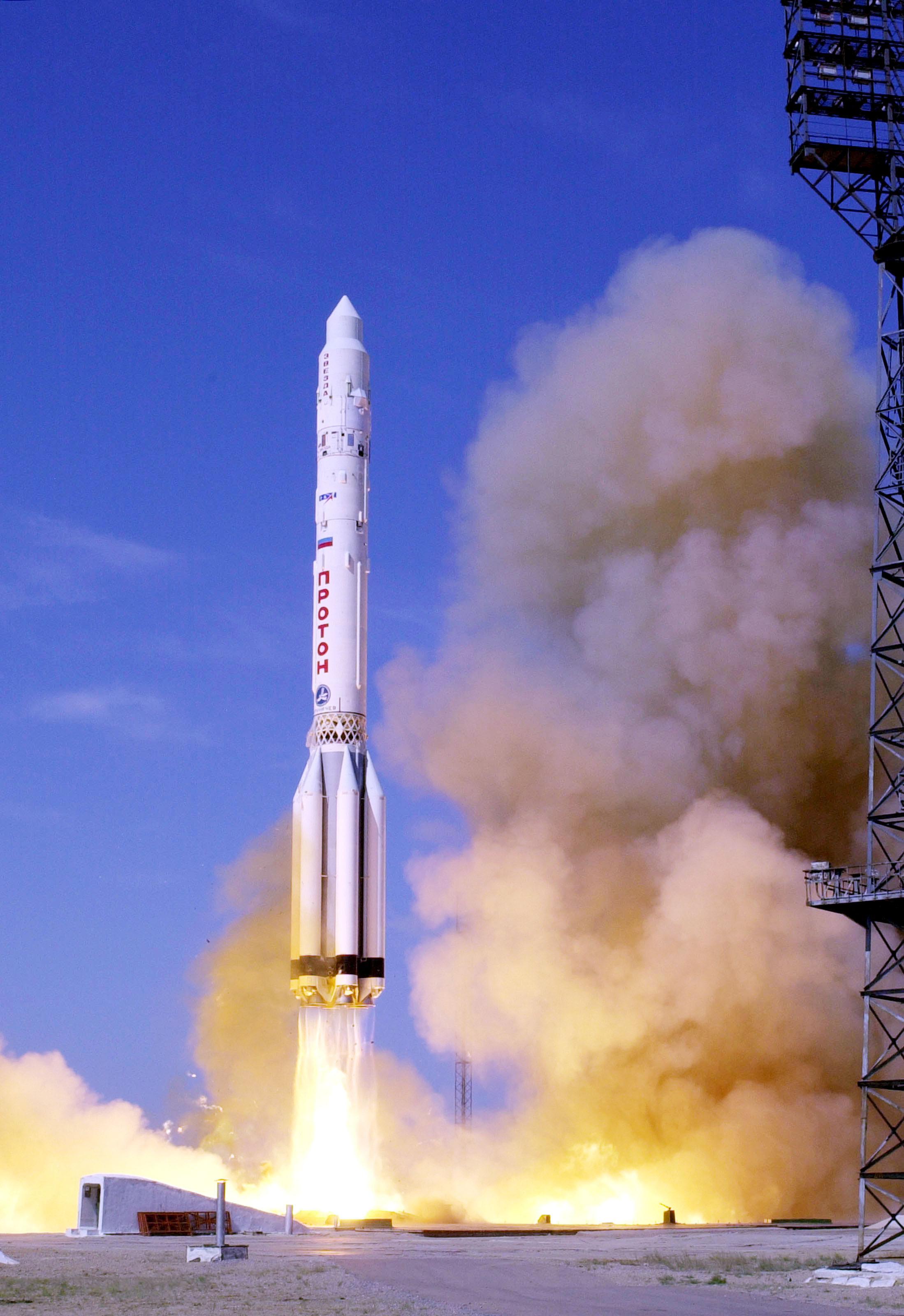
Запуск ракеты-носителя «Протон-К» с модулем «Звезда» для Международной космической станции

Раке́та-носи́тель (РН), также раке́та косми́ческого назначе́ния (РКН) — ракета, предназначенная для выведения полезной нагрузки в космическое пространство.
Иногда термин «ракета-носитель» применяется в расширенном значении: ракета, предназначенная для доставки в заданную точку (в космос либо в отдалённый район Земли) полезной нагрузки — например, искусственных спутников Земли, космических кораблей, ядерных и неядерных боевых блоков. В такой трактовке термин «ракета-носитель» объединяет термины «ракета космического назначения» (РКН) и «межконтинентальная баллистическая ракета».

## Классификация
В отличие от некоторых горизонтально-стартующих авиационно-космических систем (АКС), ракеты-носители используют вертикальный тип старта и (много реже) воздушный старт.

### Количество ступеней
Одноступенчатых ракет-носителей, выводящих полезную нагрузку в космос, до настоящего времени не создано, хотя имеются проекты различной степени проработки («КОРОНА», HEAT-1X и другие). В некоторых случаях как одноступенчатая может классифицироваться ракета, имеющая в качестве первой ступени воздушный носитель либо использующая в качестве таковой ускорители. Среди баллистических ракет, способных достичь космического пространства, немало одноступенчатых, в том числе и первая баллистическая ракета «Фау-2»; однако ни одна из них не способна выйти на орбиту искусственного спутника Земли.

### Расположение ступеней (компоновка)
Конструктивное исполнение ракет-носителей может быть следующим:
- продольная компоновка (тандемная), у которой ступени расположены одна за другой и работают в полёте поочерёдно (РН «Зенит-2», «Протон», «Дельта-4»);
- параллельная компоновка (пакетная), при которой несколько блоков, расположенных параллельно и относящихся к разным ступеням, работают в полёте одновременно (РН «Союз»);
  - условно-пакетная компоновка (т. н. полутораступенчатая схема), в которой используются общие топливные баки для всех ступеней, от которых питаются стартовые и маршевые двигатели, запускающиеся и работающие одновременно, по завершении работы стартовых двигателей сбрасываются только они;
  - компоновка «спаржа» (термин введён аэрокосмическим инженером Эдом Кейтом, одним из создателей этой компоновки), в которой используются насосы, перекачивающие топливо из боковых ступеней в центральную. Эта схема использовалась в первоначальном проекте ракеты-носителя Falcon Heavy, от которого впоследствии отказались из-за сложности технической реализации схемы.

### Используемые двигатели
В качестве маршевых двигателей могут использоваться:
- жидкостные ракетные двигатели;
- твердотопливные ракетные двигатели;
- различные комбинации на разных ступенях.

### Масса полезной нагрузки
Классификация ракет по массе полезной нагрузки (ПН), выводимой на низкую опорную орбиту (НОО), меняется с развитием техники и является достаточно условной:
| Класс ракеты-носителя | Масса полезной нагрузки на НОО | Масса полезной нагрузки на НОО | Масса полезной нагрузки на НОО |
| Класс ракеты-носителя | по БСЭ                         | по БРЭ                         | НАСА                           |
| --------------------- | ------------------------------ | ------------------------------ | ------------------------------ |
| Лёгкий                | до 500 кг                      | до 5 т                         | до 2 т                         |
| Средний               | 0,5—10 т                       | 5—20 т                         | 2—20 т                         |
| Тяжёлый               | 10—100 т                       | 20—100 т                       | 20—50 т                        |
| Сверхтяжёлый          | свыше 100 т                    | свыше 100 т                    | свыше 50 т                     |

Также иногда выделяется класс сверхлёгких ракет-носителей, способных доставить на НОО полезную нагрузку массой до 500 килограмм.

### Повторное использование
Наибольшее распространение получили одноразовые многоступенчатые ракеты как пакетной, так и продольной схем. Одноразовые ракеты отличаются высокой надёжностью благодаря максимальному упрощению всех элементов. Следует уточнить, что одноступенчатой ракете для достижения орбитальной скорости теоретически необходимо иметь конечную массу не более 7—10 % от стартовой, что при даже существующих технологиях делает их труднореализуемыми и экономически неэффективными из-за низкой массы полезного груза. В истории мировой космонавтики одноступенчатые ракеты-носители практически не создавались — существовали только так называемые полутораступенчатые модификации (например, американская РН «Атлас» со сбрасываемыми дополнительными стартовыми двигателями). Наличие нескольких ступеней позволяет существенно увеличить отношение массы выводимой полезной нагрузки к начальной массе ракеты. В то же время многоступенчатые ракеты требуют отчуждения территорий для падения промежуточных ступеней.
Ввиду необходимости применения высокоэффективных сложных технологий (прежде всего в области двигательных установок и теплозащиты), полностью многоразовых ракет-носителей пока не существует, несмотря на постоянный интерес к этой технологии и периодически открывающиеся проекты разработки многоразовых носителей (за период 1990—2000-х годов — такие как ROTON, Kistler K-1, АКС VentureStar и др.). Частично многоразовой являлась широко использовавшаяся американская многоразовая транспортная космическая система (МТКС)-АКС «Спейс шаттл» («Космический челнок») и советская программа МТКС «Энергия—Буран», разработанная, но так и не использованная в прикладной практике, а также ряд нереализованных бывших (например, «Спираль», МАКС и другие АКС) и вновь разрабатываемых (например, «Байкал-Ангара») проектов. Вопреки ожиданиям, «Спейс шаттл» не смог обеспечить снижение стоимости доставки грузов на орбиту; кроме того, пилотируемые МТКС характеризуются сложным и длительным этапом предстартовой подготовки (из-за повышенных требований по надёжности и безопасности при наличии экипажа).
Частично многоразовой (первая ступень и головной обтекатель) является ракета-носитель Falcon 9. Первая ступень этой ракеты-носителя может использоваться до 10 и более раз с минимальным межполётным обслуживанием. По состоянию на декабрь 2024 года практический налёт ступеней достигает 24 раз (B1067), а минимальный межполётный интервал — 21 дня (B1062-6).

### Присутствие человека
Ракеты для пилотируемых полётов должны обладать бо́льшей надёжностью (также на них устанавливается система аварийного спасения), допустимые перегрузки для них ограничены (обычно не более 3—4,5 g). При этом сама ракета-носитель является полностью автоматической системой, выводящей в космическое пространство аппарат (космический корабль) с людьми на борту, это могут быть пилоты, способные осуществлять непосредственное управление кораблём, специалисты (инженеры, исследователи, медики), космические туристы.

## История

Почтовый конверт, посвящённый первому в мире запуску космического аппарата в сторону Луны

Реактивное движение использовалось человечеством со средневековья, в ракетном оружии: в Китае — с XIII века, в Индии — с XVIII века (майсурские ракеты, первые ракеты с металлическим корпусом). Однако скорости этих ракет были гораздо меньше первой космической.
10 мая 1897 года К. Э. Циолковский в рукописи «Ракета» исследует ряд задач реактивного движения, где определяет скорость, которую развивает летательный аппарат под воздействием тяги ракетного двигателя, неизменной по направлению, при отсутствии всех других сил; конечная зависимость получила название «формула Циолковского» (статья опубликована в журнале «Научное обозрение» в 1903 году).
В 1903 году К. Э. Циолковский опубликовал работу «Исследование мировых пространств реактивными приборами» — первую в мире, посвящённую теоретическому обоснованию возможности осуществления межпланетных полётов с помощью реактивного летательного аппарата — «ракеты». В 1911—1912 годах опубликована вторая часть этой работы, в 1914 году — дополнение. К. Э. Циолковский и независимо от него Ф. А. Цандер пришли к выводам, что космические полёты возможны и на известных уже тогда источниках энергии, и указали практические схемы их реализации (форму ракеты, принципы охлаждения двигателя, использование жидких газов в качестве топливной пары и др.).
Первым теоретическим проектом ракеты-носителя был «Lunar Rocket», спроектированный Британским межпланетным обществом в 1939 году. Проект представлял собой попытку разработки ракеты-носителя, способной доставить полезный груз на Луну, основанную исключительно на существующих в 1930-х годах технологиях, то есть был первым проектом космической ракеты, не имевшим фантастических допущений. Ввиду начала Второй мировой войны работы по проекту были прерваны и существенного влияния на историю космонавтики он не оказал.
Первой в мире настоящей ракетой-носителем, доставившей в 1957 году груз («Спутник-1») на орбиту, была советская Р-7 («Спутник»). Далее СССР и США, а затем и ещё несколько стран стали так называемыми «космическими державами», начав использовать собственные ракеты-носители. СССР и США, а значительно позже также и Китай создали РН для пилотируемых полётов.
Наиболее мощными из эксплуатируемых в настоящее время ракет-носителей являются американские Space Launch System (выводит на низкую околоземную орбиту 95 тонн) и Falcon Heavy частной компании SpaceX, способная вывести на низкую околоземную орбиту до 64 тонн. В прошлом были созданы (в рамках проектов высадки человека на Луну) и более мощные ракеты-носители сверхтяжёлого класса — такие, как американская РН «Сатурн-5» и советская РН «Н-1», а также, позднее, советская «Энергия». Но в настоящее время они не используются. Соизмеримой мощной ракетной системой была американская МТКС «Спейс шаттл», которую можно было рассматривать как РН сверхтяжёлого класса для вывода пилотируемого корабля 100-тонной массы, или как РН тяжёлого класса, для вывода на НОО прочей полезной нагрузки (до 20—30 тонн, в зависимости от орбиты). При этом космический корабль-челнок являлся второй ступенью многоразовой космической системы, которая могла использоваться только при его участии, в отличие от советского аналога МТКС «Энергия—Буран».

## Проектируемые сверхтяжёлые РН
Третьей ракетой-носителем сверхтяжёлого класса в России может стать РН класса «Енисей», детальный план-график создания которой был подписан в начале января 2019 года. Строительство инфраструктуры под ракету начнётся в 2026 году, первый полёт запланирован на 2028 год с космодрома Восточный. Новая российская сверхтяжелая РН будет выводить на низкую околоземную орбиту более 70 тонн груза и обеспечивать полёты в дальний космос.